# La bolgia dei vivi (film 1931)
La bolgia dei vivi (Shanghaied Love) è un film del 1931 diretto da George B. Seitz. La sceneggiatura è basata sul romanzo The Blood Ship di Norman Springer, pubblicato a New York nel 1922.

## Produzione
Le riprese del film, prodotto dalla Columbia Pictures Corporation, durarono dal 29 giugno all'11 luglio 1931.

## Distribuzione
Distribuito dalla Columbia Pictures, uscì nelle sale cinematografiche USA il 20 settembre 1931. Film Daily riportava il titolo del film come Shanghai Love.